# Kožlje (Novi Pazar)
Kožlje (Servisch cyrillisch Кожље) is een plaats in de Servische gemeente Novi Pazar. De plaats telt 618 inwoners (2002).